# Corematodus
Corematodus è un piccolo genere di ciclidi nativi dell'Africa.

## Specie
Vi sono attualmente due specie riconosciute in questo genere:
- Corematodus shiranus Boulenger, 1897
- Corematodus taeniatus Trewavas, 1935